# Улица Вознесенский Яр (Киев)
Улица Вознесенский Яр расположена в Шевченковском районе города Киева. Пролегает от Глубочицкой улицы до Кудрявской улицы и Вознесенского спуска.
Протяжённость 560 м. Движение — двустороннее, покрытие — асфальт, брусчатка.

## История
Петровская улица известна со 2-й половины XIX столетия под названием улица Вознесенский Яр, которое обусловлено прилеганием улицы к Вознесенскому спуску.   В 1907 году, в честь 200-летия посещения Киева Петром I, улица была переименована в Петровскую, но в 2023 году ей было возвращено прежнее название.

## Застройка
По городскому расписанию Петровская улица принадлежала к 4-му разряду, в 1914 году переведена в 3-й разряд. Очень сложный рельеф улицы обусловил незначительные масштабы застройки (преимущественно деревянной) вплоть до начала XX столетия. В 1897 году над улицей был перекинут путепровод по проекту инженера В. Бессмертного, который является старейшим из существующих в Киеве. В 1970-х тихая улица не сильно уступала по красоте Андреевскому спуску, но в последующие годы она пришла в запустение и в значительной степени разрушена, несмотря на то, что имеется проект её восстановления. В конце своей протяжённости улица существует в виде тропинки, частично сохранилась старинная брусчатка.

## Транспорт
- Станция метро «Контрактовая площадь»
- Трамваи 14, 18 (по ул. Глубочицкой)
- Маршрутные такси 417, 432, 484, 564 (по ул. Глубочицкой)

## Изображения

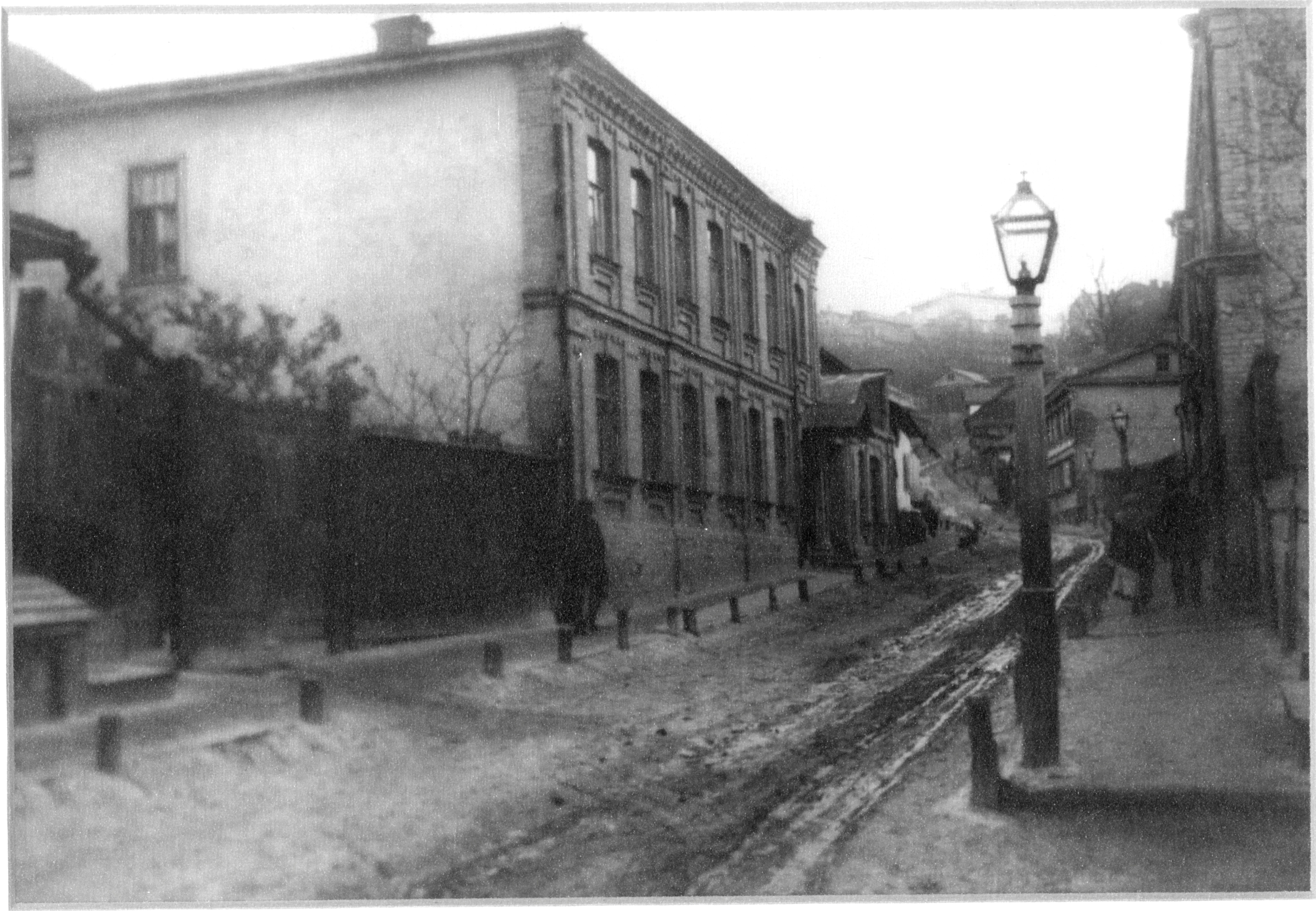
ул. Вознесенский яр (Петровская) в 1898 году
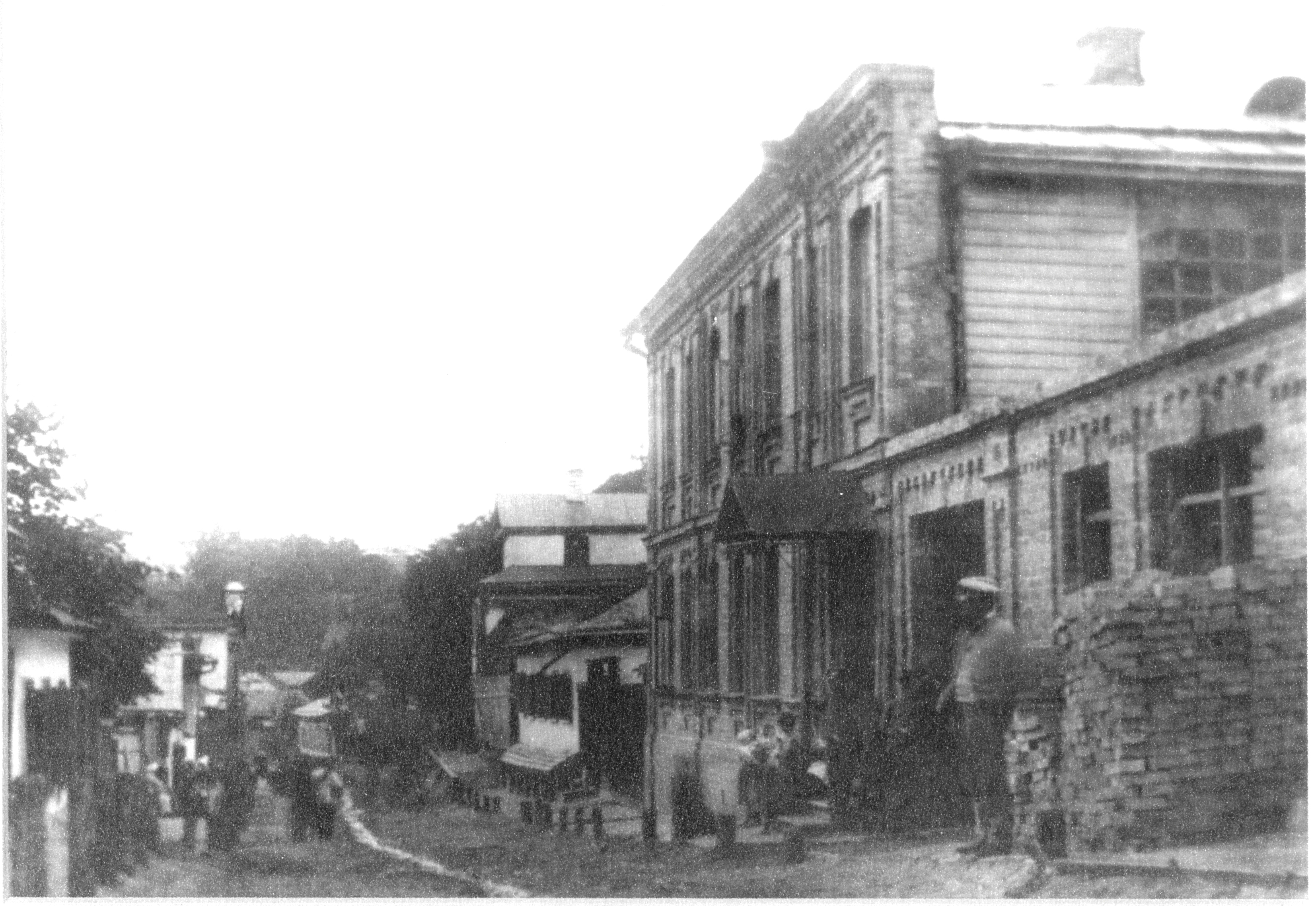
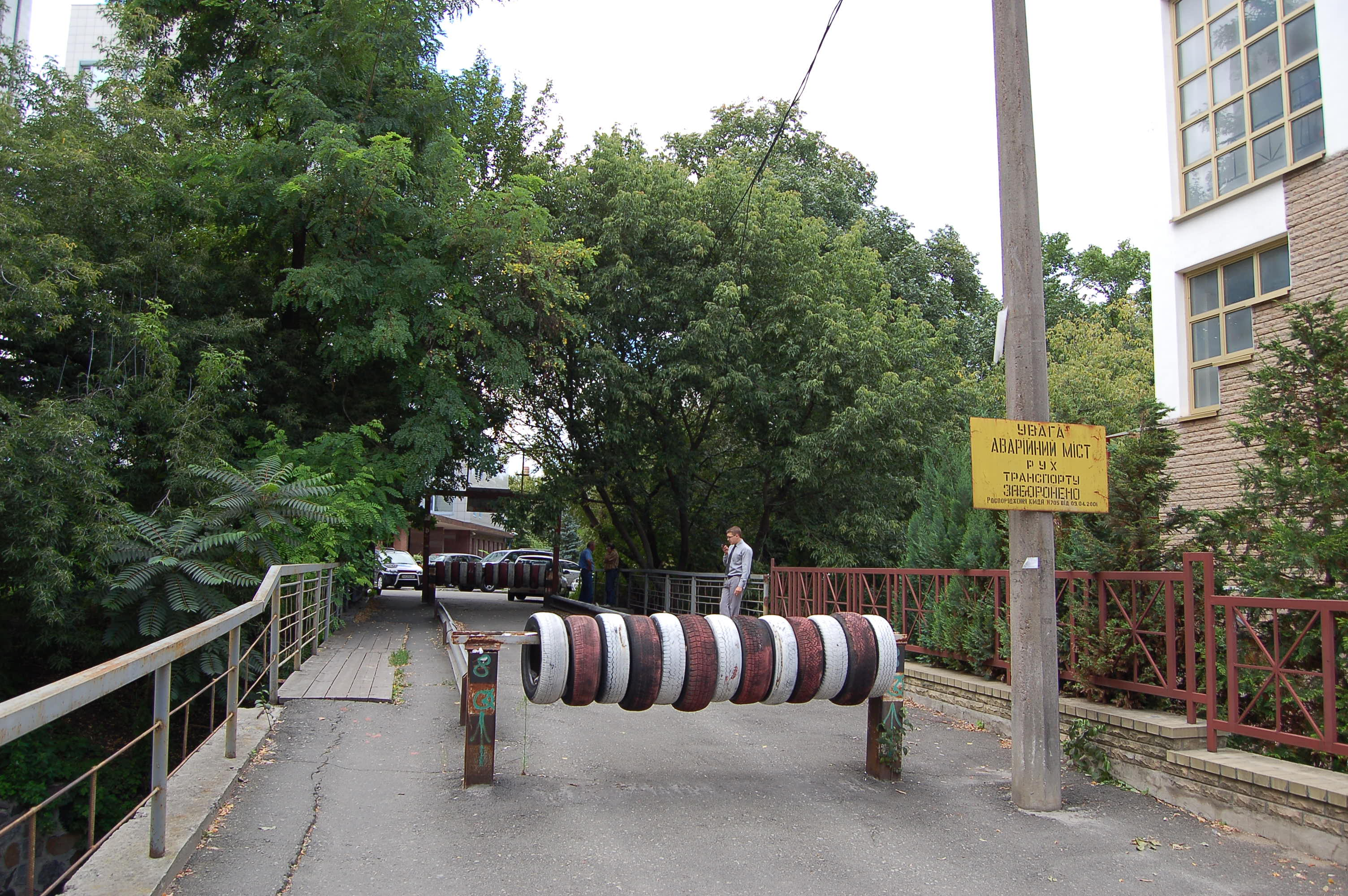
Мост над улицей в наши дни
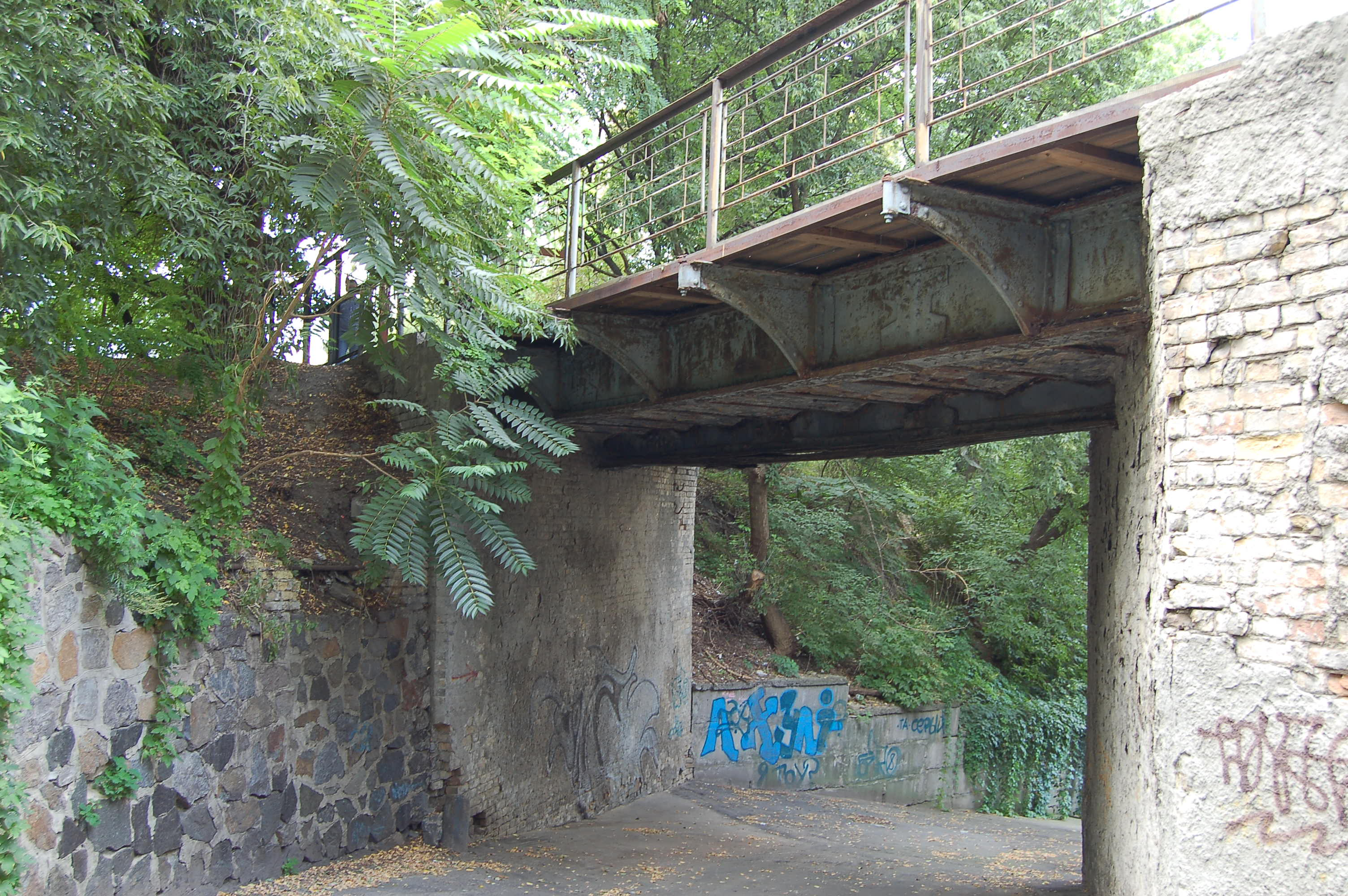
Он же снизу
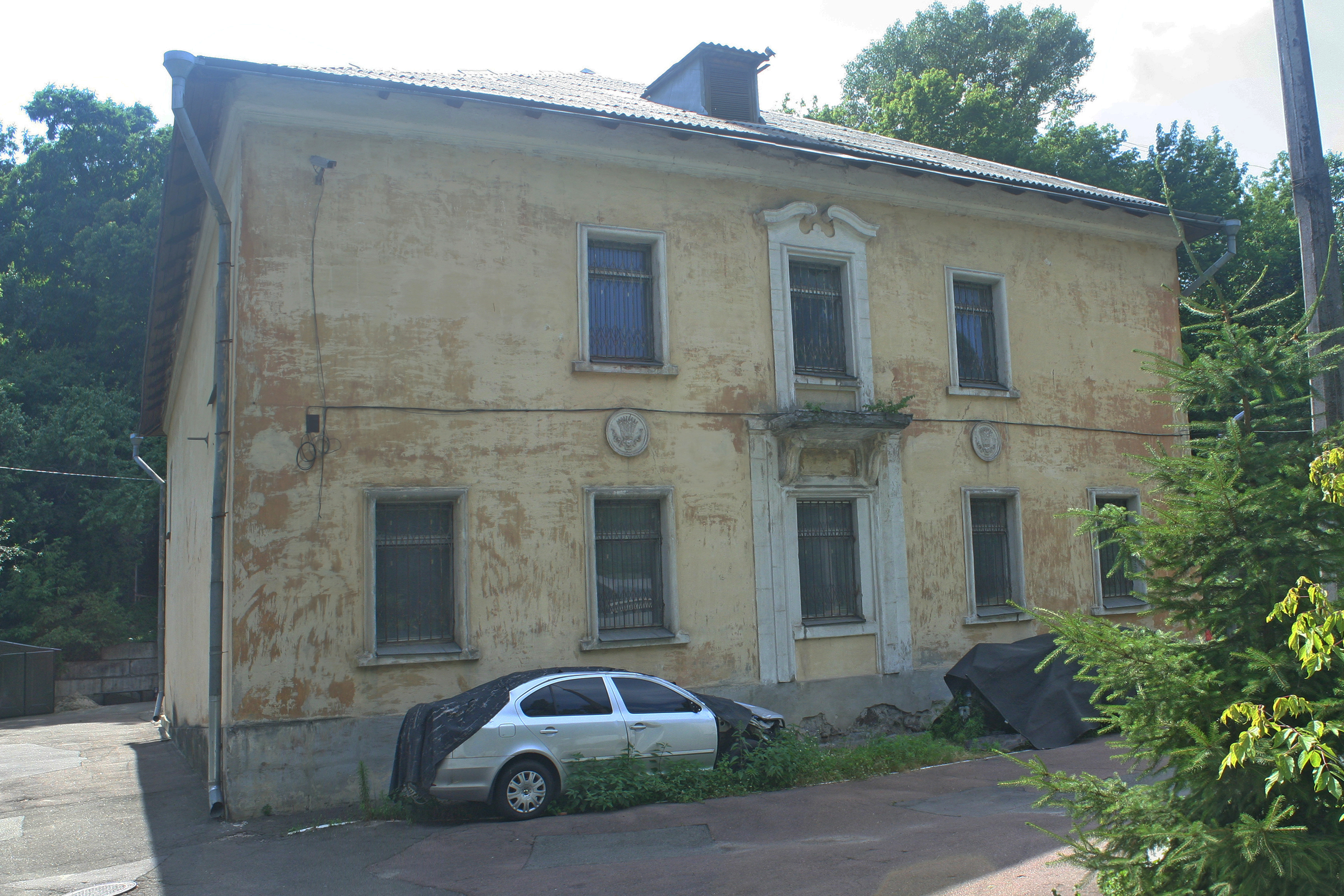
Дом по Петровской 10 (административно-жилое здание)
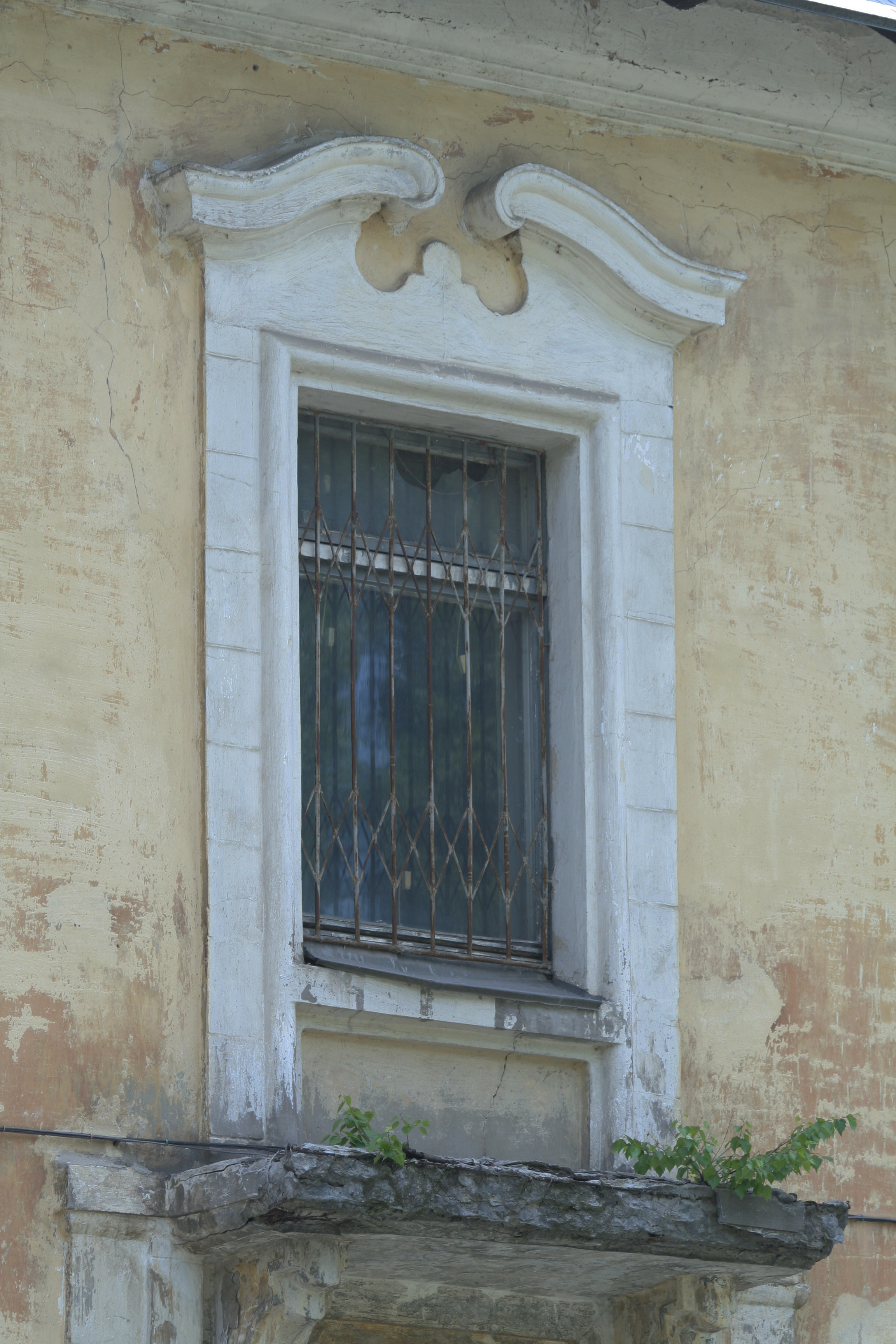
Окно дома №10
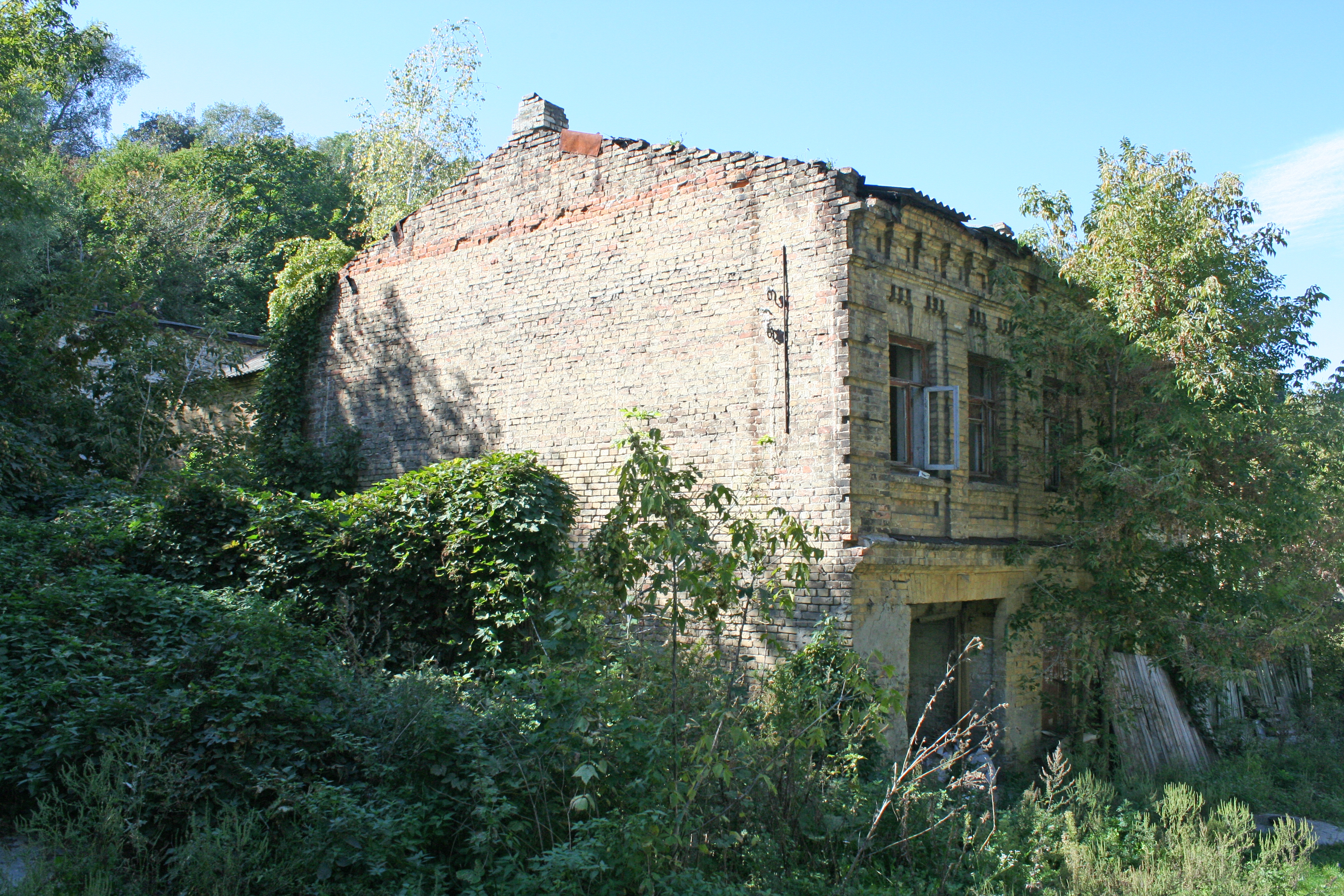
Остатки дома №34
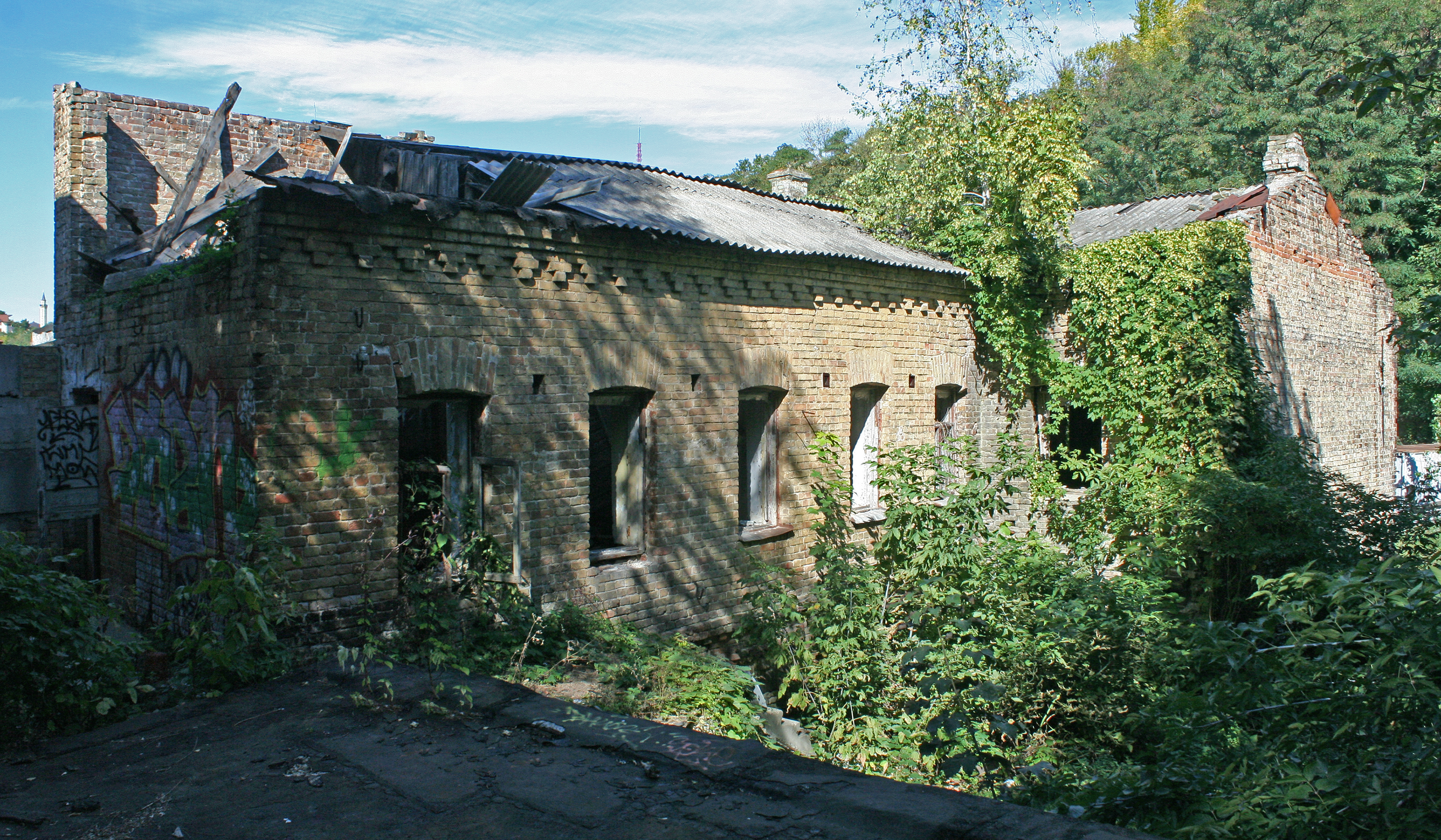

## Почтовый индекс
04071